# Julio Hernando García Peláez
Julio Hernando García Peláez (ur. 26 lipca 1958 w Anserms) – kolumbijski duchowny rzymskokatolicki, od 2017 biskup Garagoa.

## Życiorys
Święcenia kapłańskie otrzymał 2 czerwca 1985 z rąk papieża Jana Pawła II i został inkardynowany do diecezji Pereira. Po święceniach został wikariuszem katedry i kanclerzem kurii diecezjalnej. W 1992 objął funkcję rektora seminarium diecezjalnego, zaś w 2002 został wikariuszem biskupim ds. duszpasterskich. W 2004 objął probostwo w parafii katedralnej.
11 lutego 2005 został prekonizowany biskupem pomocniczym Cali ze stolicą tytularną Bida. Sakry biskupiej udzielił mu 2 kwietnia 2005 kard. Darío Castrillón Hoyos.
5 czerwca 2010 papież Benedykt XVI mianował go biskupem Istmina-Tadó. Ingres odbył się 24 lipca 2010.
15 czerwca 2017 został przeniesiony na urząd biskupa Garagoa, zaś 8 lipca 2017 kanonicznie objął urząd.